# Lista odcinków serialu Dzidzitata
Poniżej znajduje się lista odcinków serialu telewizyjnego Dzidzitata – emitowanego przez amerykańską stację telewizyjną  ABC Family od 20 czerwca 2012 roku do 22 maja 2017 roku. Powstało 6 sezonów, które składają się łącznie z 100 odcinków. W Polsce serial emitowany jest od 10 czerwca 2017 roku do 7 października 2017 roku przez stację Comedy Central Family.
| Sezon | Sezon | Odcinki | Oryginalna emisja    | Oryginalna emisja | Oryginalna emisja | Oryginalna emisja   | Oryginalna emisja |
| Sezon | Sezon | Odcinki | Premiera sezonu      | Finał sezonu      | Premiera sezonu   | Finał sezonu        |                   |
| ----- | ----- | ------- | -------------------- | ----------------- | ----------------- | ------------------- | ----------------- |
|       | 1     | 10      | 20 czerwca 2012      | 29 sierpnia 2012  | 10 czerwca 2017   | 11 czerwca 2017     |                   |
|       | 2     | 16      | 29 maja 2013         | 11 grudnia 2013   | 17 czerwca 2017   | 25 czerwca 2017     |                   |
|       | 3     | 21      | 6 kwietnia 2014      | 18 czerwca 2014   | 25 czerwca 2017   | 29 lipca 2017       |                   |
|       | 4     | 12      | 22 października 2014 | 18 marca 2015     | 2 września 2017   | 16 września 2017    |                   |
|       | 5     | 20      | 3 lutego 2016        | 3 sierpnia 2016   | 16 września 2017  | 30 września 2017    |                   |
|       | 6     | 11      | 13 marca 2017        | 22 maja 2017      | 30 września 2017  | 7 października 2017 |                   |

## Sezon 1 (2013)
| Nr | #  | Tytuł                             | Reżyseria       | Scenariusz                 | Premiera ABC Family | Premiera Comedy Central Family |
| -- | -- | --------------------------------- | --------------- | -------------------------- | ------------------- | ------------------------------ |
| 1  | 1  | Pilot                             | Michael Lembeck | Dan Berendsen              | 20 czerwca 2012     | 10 czerwca 2017                |
| 2  | 2  | I Told You So                     | Michael Lembeck | Dan Berendsen              | 27 czerwca 2012     | 10 czerwca 2017                |
| 3  | 3  | The Nurse and the Curse           | Michael Lembeck | Heidi Clements             | 11 lipca 2012       | 10 czerwca 2017                |
| 4  | 4  | Guys, Interrupted                 | Michael Lembeck | Nancy Cohen                | 18 lipca 2012       | 10 czerwca 2017                |
| 5  | 5  | Married to the Job                | Michael Lembeck | Lester Lewis               | 25 lipca 2012       | 10 czerwca 2017                |
| 6  | 6  | Take Her Out of the Ballgame      | Arlene Sanford  | Mark Amato                 | 1 sierpnia 2012     | 11 czerwca 2017                |
| 7  | 7  | May the Best Friend Win           | Michael Lembeck | Kirill Baru Eric Zimmerman | 8 sierpnia 2012     | 11 czerwca 2017                |
| 8  | 8  | The Daddy Whisper                 | Michael Lembeck | Heidi Clements             | 15 sierpnia 2012    | 11 czerwca 2017                |
| 9  | 9  | A Wheeler Christmas Outing        | Michael Lembeck | Lester Lewis               | 22 sierpnia 2012    | 11 czerwca 2017                |
| 10 | 10 | Something Borrowed, Something Ben | Michael Lembeck | Dan Berendsen Nancy Cohen  | 29 sierpnia 2012    | 11 czerwca 2017                |

## Sezon 2 (2013)
| Nr | #  | Tytuł                             | Reżyseria         | Scenariusz                 | Premiera ABC Family | Premiera Comedy Central Family |
| -- | -- | --------------------------------- | ----------------- | -------------------------- | ------------------- | ------------------------------ |
| 11 | 1  | I'm Not That Guy                  | Michael Lembeck   | Dan Berendsen              | 29 maja 2013        | 17 czerwca 2017                |
| 12 | 2  | There's Something Fitchy Going On | Robbie Countryman | Heidi Clements             | 5 czerwca 2013      | 17 czerwca 2017                |
| 13 | 3  | The Wheeler and Dealer            | Michael Lembeck   | Kirill Baru Eric Zimmerman | 12 czerwca 2013     | 17 czerwca 2017                |
| 14 | 4  | New Bonnie vs. Old Ben            | Bob Koherr        | Vince Cheung Ben Montanio  | 12 czerwca 2013     | 17 czerwca 2017                |
| 15 | 5  | The Slump                         | Michael Lembeck   | Frank Pines                | 19 czerwca 2013     | 17 czerwca 2017                |
| 16 | 6  | Ben's Big Gaycare Adventure       | Michael Lembeck   | Heidi Clements             | 26 czerwca 2013     | 18 czerwca 2017                |
| 17 | 7  | On The Lamb-y                     | Michael Lembeck   | Nancy Cohen                | 10 lipca 2013       | 18 czerwca 2017                |
| 18 | 8  | Never Ben in Love                 | Michael Lembeck   | Dan Berendsen              | 17 lipca 2013       | 18 czerwca 2017                |
| 19 | 9  | All's Flair in Love and War       | Michael Lembeck   | Kirill Baru Eric Zimmerman | 24 lipca 2013       | 18 czerwca 2017                |
| 20 | 10 | Test Anxiety                      | Michael Lembeck   | Nancy Cohen                | 31 lipca 2013       | 18 czerwca 2017                |
| 21 | 11 | Whatever Lola Wants               | Michael Lembeck   | Frank Pines                | 7 sierpnia 2013     | 24 czerwca 2017                |
| 22 | 12 | The Christening                   | Michael Lembeck   | Heidi Clements             | 14 sierpnia 2013    | 24 czerwca 2017                |
| 23 | 13 | All Riled Up                      | Michael Lembeck   | Kirill Baru Eric Zimmerman | 21 sierpnia 2013    | 24 czerwca 2017                |
| 24 | 14 | The Emma Dilemma                  | Michael Lembeck   | Brian Fernandes            | 28 sierpnia 2013    | 24 czerwca 2017                |
| 25 | 15 | Surprise!                         | Michael Lembeck   | Dan Berendsen              | 4 września 2013     | 24 czerwca 2017                |
| 26 | 16 | Emma's First Christmas            | Michael Lembeck   | Ben Montanio Vince Cheung  | 11 grudnia 2013     | 25 czerwca 2017                |

## Sezon 3 (2014)
| Nr | #  | Tytuł                      | Reżyseria       | Scenariusz                             | Premiera ABC Family | Premiera      |
| -- | -- | -------------------------- | --------------- | -------------------------------------- | ------------------- | ------------- |
| 27 | 1  | The Naked Truth            | Michael Lembeck | Dan Berendsen                          | 15 stycznia 2014    | 15 lipca 2017 |
| 28 | 2  | The Lying Game             | Michael Lembeck | Heidi Clements                         | 22 stycznia 2014    | 15 lipca 2017 |
| 29 | 3  | Lights! Camera! No Action! | Michael Lembeck | Frank Pines                            | 29 stycznia 2014    | 15 lipca 2017 |
| 30 | 4  | Bonnie's Unreal Estate     | Michael Lembeck | Vince Cheung Ben Montanio              | 5 lutego 2014       | 16 lipca 2017 |
| 31 | 5  | Life's a Beach             | Michael Lembeck | Kirill Baru Eric Zimmerman             | 12 lutego 2014      | 16 lipca 2017 |
| 32 | 6  | Romancing the Phone        | Michael Lembeck | Janae Bakken                           | 26 lutego 2014      | 16 lipca 2017 |
| 33 | 7  | The Bet                    | Michael Lembeck | Heidi Clements                         | 5 marca 2014        | 16 lipca 2017 |
| 34 | 8  | A Knight to Remember       | Michael Lembeck | Vince Cheung Ben Montanio              | 12 marca 2014       | 16 lipca 2017 |
| 35 | 9  | Go Brit or Go Home         | Michael Lembeck | Janae Bakken                           | 19 marca 2014       | 22 lipca 2017 |
| 36 | 10 | An Affair Not to Remember  | Michael Lembeck | Frank Pines                            | 26 marca 2014       | 22 lipca 2017 |
| 37 | 11 | The Wingmom                | Michael Lembeck | Kirill Baru Eric Zimmerman             | 2 kwietnia 2014     | 22 lipca 2017 |
| 38 | 12 | Send in the Clowns         | Michael Lembeck | Dan Berendsen Heidi Clements           | 9 kwietnia 2014     | 22 lipca 2017 |
| 39 | 13 | Play It Again, Bonnie      | Michael Lembeck | Dan Berendsen Heidi Clements           | 16 kwietnia 2014    | 22 lipca 2017 |
| 40 | 14 | Livin' on a Prom           | Michael Lembeck | Janae Bakken                           | 23 kwietnia 2014    | 23 lipca 2017 |
| 41 | 15 | From Here to Paternity     | Michael Lembeck | Frank Pines                            | 30 kwietnia 2014    | 23 lipca 2017 |
| 42 | 16 | Curious Georgie            | Michael Lembeck | Kirill Baru Eric Zimmerman             | 7 maja 2014         | 23 lipca 2017 |
| 43 | 17 | Flirty Dancing             | Michael Lembeck | Joshua Malek                           | 14 maja 2014        | 23 lipca 2017 |
| 44 | 18 | Baby Steps                 | Michael Lembeck | Frank Pines Kirill Baru Eric Zimmerman | 28 maja 2014        | 23 lipca 2017 |
| 45 | 19 | Foos It or Lose It         | Michael Lembeck | Vince Cheung Ben Montanio              | 4 czerwca 2014      | 29 lipca 2017 |
| 46 | 20 | All Aboard the Love Train  | Michael Lembeck | Heidi Clements                         | 11 czerwca 2014     | 29 lipca 2017 |
| 47 | 21 | You Can't Go Home Again    | Michael Lembeck | Dan Berendsen                          | 18 czerwca 2014     | 29 lipca 2017 |

## Sezon 4 (2014-2015)
21 marca 2014 roku, stacja ABC Family ogłosiła zamówienie 4 sezonu serialu
| Nr | #  | Tytuł                                 | Reżyseria       | Scenariusz                    | Premiera ABC Family  | Premiera         |
| -- | -- | ------------------------------------- | --------------- | ----------------------------- | -------------------- | ---------------- |
| 48 | 1  | Strip or Treat                        | Michael Lembeck | Frank Pines                   | 22 października 2014 | 2 września 2017  |
| 49 | 2  | It's a Wonderful Emma                 | Michael Lembeck | Heidi Clements                | 10 grudnia 2014      | 2 września 2017  |
| 50 | 3  | She Loves Me, She Loves Me Note       | Michael Lembeck | Dan Berendsen, Heidi Clements | 14 stycznia 2015     | 2 września 2017  |
| 51 | 4  | I See Crazy People                    | Michael Lembeck | Dan Berendsen, Heidi Clements | 21 stycznia 2015     | 2 września 2017  |
| 52 | 5  | Mugging for the Camera                | Michael Lembeck | Kirill Baru, Eric Zimmerman   | 28 stycznia 2015     | 2 września 2017  |
| 53 | 6  | Over My Dead Bonnie                   | Michael Lembeck | Janae Bakken                  | 4 lutego 2015        | 3 września 2017  |
| 54 | 7  | The Mother of All Dates               | Michael Lembeck | Ben Montanio, Vince Cheung    | 11 lutego 2015       | 3 września 2017  |
| 55 | 8  | House of Cards                        | Michael Lembeck | Janae Bakken                  | 18 lutego 2015       | 3 września 2017  |
| 56 | 9  | An Officer and a Gentle Ben           | Michael Lembeck | Kirill Baru, Eric Zimmerman   | 25 lutego 2015       | 3 września 2017  |
| 57 | 10 | Happy Birthday Two You                | Michael Lembeck | Frank Pines                   | 4 marca 2015         | 3 września 2017  |
| 58 | 11 | You Give Real Estate A Bad Name       | Michael Lembeck | Vince Cheung, Ben Montanio    | 11 marca 2015        | 9 września 2017  |
| 59 | 12 | A Love/Fate Relationship              | Michael Lembeck | Dan Berendsen                 | 18 marca 2015        | 9 września 2017  |
| 60 | 13 | Home Is Where The Wheeler Is          | Michael Lembeck | Heidi Clements                | 3 czerwca 2015       | 9 września 2017  |
| 61 | 14 | It Takes A Village Idiot              | Michael Lembeck | Janae Bakken                  | 10 czerwca 2015      | 9 września 2017  |
| 62 | 15 | One Night Stand Off                   | Michael Lembeck | Ben Montanio, Vince Cheung    | 17 czerwca 2015      | 9 września 2017  |
| 63 | 16 | Lowering the Bar                      | Michael Lembeck | Kirill Baru, Eric Zimmerman   | 24 czerwca 2015      | 10 września 2017 |
| 64 | 17 | Wheeler War                           | Michael Lembeck | Joshua Malek                  | 1 lipca 2015         | 10 września 2017 |
| 65 | 18 | Parental Guidance                     | Michael Lembeck | Marissa Berlin                | 8 lipca 2015         | 10 września 2017 |
| 66 | 19 | Ring Around the Party                 | Michael Lembeck | Frank Pines                   | 15 lipca 2015        | 10 września 2017 |
| 67 | 20 | Till Dress Do Us Part                 | Michael Lembeck | Heidi Clements, Frank Pines   | 22 lipca 2015        | 10 września 2017 |
| 68 | 21 | What Happens in Vegas                 | Michael Lembeck | Dan Berendsen, Heidi Clements | 29 lipca 2015        | 16 września 2017 |
| 69 | 22 | It's a Nice Day for a Wheeler Wedding | Michael Lembeck | Dan Berendsen, Heidi Clements | 5 sierpnia 2015      | 16 września 2017 |

## Sezon 5 (2016)
ABC Family przedłużyło "Baby Daddy" o piąty sezon, który składa się z 20 odcinków.
| Nr | #  | Tytuł                   | Reżyseria       | Scenariusz                    | Premiera ABC Family | Premiera         |
| -- | -- | ----------------------- | --------------- | ----------------------------- | ------------------- | ---------------- |
| 70 | 1  | Love and Carriage       | Michael Lembeck | Heidi Clements                | 3 lutego 2016       | 16 września 2017 |
| 71 | 2  | Reinventing the Wheeler | Michael Lembeck | Kirill Baru, Eric Zimmerman   | 10 lutego 2016      | 16 września 2017 |
| 72 | 3  | Ben-geance              | Michael Lembeck | Vince Cheung, Ben Montanio    | 17 lutego 2016      | 16 września 2017 |
| 73 | 4  | The Tuck Stops Here     | Michael Lembeck | Janae Bakken                  | 24 lutego 2016      | 17 września 2017 |
| 74 | 5  | The Dating Game         | Michael Lembeck | Frank Pines                   | 2 marca 2016        | 17 września 2017 |
| 75 | 6  | Never Ben Jealous       | Michael Lembeck | Joshua Malek                  | 9 marca 2016        | 17 września 2017 |
| 76 | 7  | The Return of the Mommy | Michael Lembeck | Heidi Clements                | 16 marca 2016       | 17 września 2017 |
| 77 | 8  | Room-mating             | Michael Lembeck | Kirill Baru, Eric Zimmerman   | 23 marca 2016       | 17 września 2017 |
| 78 | 9  | Stupid Cupid            | Michael Lembeck | Frank Pines                   | 30 marca 2016       | 23 września 2017 |
| 79 | 10 | Homecoming and Going    | Michael Lembeck | Dan Berendsen                 | 6 kwietnia 2016     | 23 września 2017 |
| 80 | 11 | Trial by Liar           | Michael Lembeek | Janae Bakken                  | 1 czerwca 2016      | 23 września 2017 |
| 81 | 12 | Ben-Semination          | Michael Lembeek | Vince Cheung, Ben Montana     | 8 czerwca 2016      | 23 września 2017 |
| 82 | 13 | High School Diplomacy   | Michael Lembeek | Joshua Malek                  | 15 czerwca 2016     | 23 września 2017 |
| 83 | 14 | Not So Great Grandma    | Michael Lembeck | Heidi Clements                | 22 czerwca 2016     | 24 września 2017 |
| 84 | 15 | Unholy Matrimony        | Michael Lembeck | Kirill Baru, Eric Zimmerman   | 29 czerwca 2016     | 24 września 2017 |
| 85 | 16 | Double Date Double Down | Michael Lembeck | Frank Pines                   | 6 lipca 2016        | 24 września 2017 |
| 86 | 17 | The Love Seat           | Michael Lembeck | Janae Bakken                  | 13 lipca 2016       | 24 września 2017 |
| 87 | 18 | She Said, Ben Said      | Michael Lembeck | Jen Howell                    | 20 lipca 2016       | 24 września 2017 |
| 88 | 19 | Condom Conundrum        | Michael Lembeck | Ben Montanio & Vince Cheung   | 27 lipca 2016       | 30 września 2017 |
| 89 | 20 | My Fair Emma            | Michael Lembeck | Dan Berendsen, Heidi Clements | 3 sierpnia 2016     | 30 września 2017 |

## Sezon 6 (2017)
29 czerwca 2016 roku, stacja przedłużyła serial o szósty sezon.
| Nr  | #  | Tytuł                  | Reżyseria       | Scenariusz                  | Premiera Freeform | Premiera            |
| --- | -- | ---------------------- | --------------- | --------------------------- | ----------------- | ------------------- |
| 90  | 1  | To Elle and Back       | Michael Lembeck | Heidi Clements              | 13 marca 2017     | 30 września 2017    |
| 91  | 2  | Pro and Con            | Michael Lembeck | Frank Pines                 | 20 marca 2017     | 30 września 2017    |
| 92  | 3  | Ben Rides a Unicorn    | Michael Lembeck | Eric Zimmerman, Kirill Baru | 27 marca 2017     | 30 września 2017    |
| 93  | 4  | A Mother of a Day      | Michael Lembeck | Ben Montanio, Vince Cheung  | 3 kwietnia 2017   | 1 października 2017 |
| 94  | 5  | When Elle Freezes Over | Michael Lembeck | Janae Bakken                | 10 kwietnia 2017  | 1 października 2017 |
| 95  | 6  | The Third Wheeler      | Michael Lembeck | Joshua Malek                | 17 kwietnia 2017  | 1 października 2017 |
| 96  | 7  | The Sonny-Moon         | Michael Lembeck | Heidi Clements              | 24 kwietnia 2017  | 1 października 2017 |
| 97  | 8  | You Cruise, You Lose   | Michael Lembeck | Eric Zimmerman, Kirill Baru | 1 maja 2017       | 1 października 2017 |
| 98  | 9  | The Rebound            | Michael Lembeck | Vince Cheung, Ben Montanio  | 8 maja 2017       | 7 października 2017 |
| 99  | 10 | What's in the Box?     | Michael Lembeck | Dan Berendsen               | 15 maja 2017      | 7 października 2017 |
| 100 | 11 | Daddy's Girl           | Michael Lembeck | Dan Berendsen               | 22 maja 2017      | 7 października 2017 |